# Olympische Winterspiele 2022/Teilnehmer (Argentinien)
| Gelbes Symbol für Goldmedaillen mit stilisierten Olympischen Ringen | Graues Symbol für Silbermedaillen mit stilisierten Olympischen Ringen | Braundes Symbol für Bronzemedaillen mit stilisierten Olympischen Ringen |
| ------------------------------------------------------------------- | --------------------------------------------------------------------- | ----------------------------------------------------------------------- |
| —                                                                   | —                                                                     | —                                                                       |

Argentinien nahm an den Olympischen Winterspielen 2022 in Peking mit sechs Athleten, davon zwei Männer und vier Frauen, in vier Sportarten teil. Es war die 20. Teilnahme des Landes an Olympischen Winterspielen.

## Teilnehmer nach Sportarten

### Eisschnelllauf
| Athleten                 | Wettbewerbe | Zeit    | Rang |
| ------------------------ | ----------- | ------- | ---- |
| Frauen                   |             |         |      |
| María Victoria Rodríguez | 500 m       | 39,70 s | 30   |

| Athleten                 | Wettbewerbe | Halbfinale | Halbfinale | Finale        | Finale        | Rang |
| Athleten                 | Wettbewerbe | Punkte     | Rang       | Punkte        | Rang          | Rang |
| ------------------------ | ----------- | ---------- | ---------- | ------------- | ------------- | ---- |
| Frauen                   |             |            |            |               |               |      |
| María Victoria Rodríguez | Massenstart | 0          | 14         | ausgeschieden | ausgeschieden | 28   |

### Rennrodeln
| Athlet                 | Wettbewerb | Lauf 1   | Lauf 1 | Lauf 2   | Lauf 2 | Lauf 3   | Lauf 3 | Lauf 4        | Lauf 4        | Gesamt       | Gesamt |
| Athlet                 | Wettbewerb | Zeit     | Rang   | Zeit     | Rang   | Zeit     | Rang   | Zeit          | Rang          | Zeit         | Rang   |
| ---------------------- | ---------- | -------- | ------ | -------- | ------ | -------- | ------ | ------------- | ------------- | ------------ | ------ |
| Frauen                 |            |          |        |          |        |          |        |               |               |              |        |
| Verónica María Ravenna | Einsitzer  | 59,811 s | 24     | 59,780 s | 22     | 59,719 s | 25     | ausgeschieden | ausgeschieden | 2:59,310 min | 24     |

### Ski Alpin
| Athleten                | Wettbewerbe  | 1. Lauf     | 1. Lauf | 2. Lauf       | 2. Lauf       | Gesamt        | Gesamt        |
| Athleten                | Wettbewerbe  | Zeit        | Rang    | Zeit          | Rang          | Zeit          | Rang          |
| ----------------------- | ------------ | ----------- | ------- | ------------- | ------------- | ------------- | ------------- |
| Frauen                  |              |             |         |               |               |               |               |
| Francesca Baruzzi       | Riesenslalom | 1:02,43 min | 34      | 1:01,57 min   | 30            | 2:04,00 min   | 29            |
| Francesca Baruzzi       | Slalom       | DNF         | DNF     | ausgeschieden | ausgeschieden | ausgeschieden | ausgeschieden |
| Francesca Baruzzi       | Super-G      | —           | —       | —             | —             | 1:16,65 min   | 29            |
| Männer                  |              |             |         |               |               |               |               |
| Tomás Birkner de Miguel | Riesenslalom | DNF         | DNF     | ausgeschieden | ausgeschieden | ausgeschieden | ausgeschieden |
| Tomás Birkner de Miguel | Slalom       | DNF         | DNF     | ausgeschieden | ausgeschieden | ausgeschieden | ausgeschieden |

### Skilanglauf
| Athleten         | Wettbewerbe     | Zeit        | Rang |
| ---------------- | --------------- | ----------- | ---- |
| Frauen           |                 |             |      |
| Nahiara Díaz     | 10 km Klassisch | 40:30,8 min | 96   |
| Männer           |                 |             |      |
| Franco Dal Farra | 15 km Klassisch | 48:35,5 min | 86   |
| Franco Dal Farra | 30 km Skiathlon | LAP         | 65   |

| Athleten         | Wettbewerbe | Qualifikation | Qualifikation | Viertelfinale | Viertelfinale | Halbfinale    | Halbfinale    | Finale        | Finale        | Rang |
| Athleten         | Wettbewerbe | Zeit          | Rang          | Zeit          | Rang          | Zeit          | Rang          | Zeit          | Rang          | Rang |
| ---------------- | ----------- | ------------- | ------------- | ------------- | ------------- | ------------- | ------------- | ------------- | ------------- | ---- |
| Frauen           |             |               |               |               |               |               |               |               |               |      |
| Nahiara Díaz     | Sprint      | 4:05,46 min   | 83            | ausgeschieden | ausgeschieden | ausgeschieden | ausgeschieden | ausgeschieden | ausgeschieden | 83   |
| Männer           |             |               |               |               |               |               |               |               |               |      |
| Franco Dal Farra | Sprint      | 3:09,95 min   | 74            | ausgeschieden | ausgeschieden | ausgeschieden | ausgeschieden | ausgeschieden | ausgeschieden | 74   |